# Konkretismus (Kunst & Literatur)
Konkretismus (hergeleitet von ‚konkret‘, aus lat. concretus, Partizip Perfekt von concrescere: „zusammenwachsen“, „sich verdichten“) ist ein kunst- und literaturgeschichtlicher Begriff.
In der Logik steht ‚konkret‘ für ein Objekt, wie es in all seinen Eigenschaften erscheint. Auf die Literatur und Kunst übertragen impliziert dies eine Betrachtung der artistischen Formen und Zeichen in ihren materiellen Eigenschaften unabhängig von eventuellen repräsentierenden, d. h. semiotischen Funktionen.
Seit den 1950er Jahren zeichnet sich in allen Bereichen der künstlerischen Gestaltung, von der konkreten Poesie über die Architektur bis zum modernen Industriedesign eine Tendenz ab, die in Anlehnung an Begriffe wie konkrete Poesie oder konkrete Malerei als Konkretismus bezeichnet werden kann.
In der Poesie wie in der Malerei erweitert neben der repräsentativen Funktion der Zeichen vor allem der konstruktive Aspekt die Möglichkeiten künstlerischen Ausdrucks. Diese Entwicklung ist von der alten Vorstellung geprägt, dass es Gesetzmäßigkeiten der Kunst gebe, die sich in den richtigen Regeln der künstlerischen Gestaltung widerspiegeln. Nur wird diese alte Vorstellung jetzt unter den neuen Bedingungen der aufkommenden Informationstechnologie und der Semiotik neu gefasst.
Zugleich werden hierzu parallel Verfahren der Erkundung der semantischen Möglichkeiten der Zeichen entwickelt. Nicht mehr die Gewissheit, dass ein Zeichen auf vorhersagbare Weise bedeuten würde, sondern die Eröffnung der Möglichkeiten vielfältiger Bedeutung für den Rezipienten des Kunstwerks tritt jetzt in den Vordergrund.
Im Ergebnis bildet sich ein konkretistischer Stil in den Künsten und den gestalterischen Fächern heraus, der ganz unabhängig von den einzelnen Strömungen im Konkretismus für alle Bereiche als charakteristisch erscheint.

## Keine Kunstströmung, kein -ismus
Der Konkretismus ist keine Kunstströmung, vielmehr ist er eine Haltung in der künstlerischen Produktion, die vermehrt und systematisch, jedoch in Vielfalt entwickelt seit dem Zweiten Weltkrieg anzutreffen ist. Dem Material der Zeichen wie ihren Medien wird eine herausragende Rolle zugesprochen, während das Zeichen nicht mehr als transparent bezogen auf einen Sinn oder hinsichtlich einer repräsentativen Funktion aufgefasst wird.
Semantische Determinierungen werden daher preisgegeben zugunsten semantischer Offenheit, womit die Polysemie der Zeichen respektiert wird, welche aus ihrer sozialen Fabrikation resultiert. Die Reduktion semantischer Schärfe korrespondiert somit einem Gewinn an semantischer Breite, wobei dem Rezipienten die Entscheidung über die für ihn gültigen Bedeutungsfacetten des Artefakts übertragen wird.
Die Betonung semantischer Breite wird gestützt durch eine Auffächerung der morphologischen Eigenschaften des Zeichens und seines Mediums. Es wird in seiner Vielfalt und in seinen potentiellen, jedoch noch ungenutzten Formen zum Einsatz gebracht und, gegebenenfalls, über seine konventionelle formale Variationsbreite hinaus zu unbekannten Daseinsformen geführt.
Die Konkretisierung und Exploration des Materials folgt keinem artistischen Dogma, sondern ist ein Vorgang, der sich den verschiedensten Ausgangsüberlegungen anschließen kann.

## Erscheinungsformen des Konkretismus
Es gibt praktisch keinen Bereich der künstlerischen Artikulation, in dem nicht konkretistische Strömungen zu spüren sind. Abgesehen von der konkreten Malerei und der konkreten Poesie ist die Architektur nach dem New Bauhaus, insbesondere mit dem Werk Eiermanns, von dieser Art der Materialreflexion geprägt. Vergleichbares kann im Theater beispielsweise bei Samuel Beckett festgestellt werden. Hier treffen wir auf eine radikale Reduktion der Komponenten des dramatischen Geschehens bis hin zu jenem Punkt, dass repetitive, kombinatorische und permutative Verfahren der Erzeugung dramatischer Syntax dominieren. In Quad reduziert Beckett die dramatische Handlung auf das Gehen von vier Figuren, die miteinander in Kommunikation bleiben, weil sie auf dem vorgezeichneten Weg auf dem quadratischen Grundriss der Bühne einander respektieren, den Weg des anderen antizipieren und sich dementsprechend ausweichend verhalten. Beckett zeigt hier Kommunikation als aus Bewegungen aufgebautem Ereignis, welches keine andere Funktion hat, als sich selbst vorzuführen und damit auf elementare anthropologische Sachverhalte zu verweisen. Diese Haltung der jeweils im Bereich der eigenen Kunst betriebenen semiotischen Exploration dessen, was genuin humane Kommunikation ist, ist kennzeichnend für die Mehrzahl konkretistisch arbeitender Künstler.

## Personen

### Eugen Gomringer
Im Jahre 1953 legte Eugen Gomringer mit dem Gedichtband konstellationen constelaciones constellations das erste Werk der Konkreten Poesie vor. Daneben veröffentlichte er zahlreiche theoretische und programmatische Abhandlungen zur konkreten poesie.

### Öyvind Fahlström
Öyvind Fahlström war ein in Brasilien geborener und aufgewachsener, schwedischer Musiker und Multimedialist, der im Jahre 1953 sein Manifest der konkreten Poesie (im Original: Hätila ragulpr på fåtskliaben: manifest för konkret poesi) verfasste, das er im Jahre 1954 publizierte. Er hatte den Begriff der konkreten poesie vollkommen unabhängig von der Entwicklung in Brasilien, Deutschland und der Schweiz in Anlehnung an den Begriff der musique concrète von Pierre Schaeffer entwickelt.

## Orte

### Stuttgart
Eines der weltweit führenden Epizentren dieser Revolutionierung des artistischen Ausdrucks war in den 1950er und 1960er Jahren Stuttgart. In einer Atmosphäre des experimentellen und synergetisch wirkenden Zusammenspiels von geisteswissenschaftlichen und technischen Disziplinen wurden wesentliche Grundlagen des Konkretismus und des konkretistischen Stils erarbeitet und in Form von Produkten und Publikationen realisiert.

### Ulm
Die Hochschule für Gestaltung in Ulm, war seit dem Beginn ihrer Existenz eines der weltweit führenden Zentren der Neufassung der Verfahren von Gestaltung nach dem Prinzip des Konkretismus.

### São Paulo
Die Gruppe der Noigandres, gegründet im Jahre 1953 von den Brüdern Augusto und Haroldo de Campos sowie Décio Pignatari, war durch Ausstellungen konkreter Malerei inspiriert, deren Verfahren auch auf die Poesie zu übertragen. Als es zum Kontakt zwischen den Noigandres und Eugen Gomringer an der Hochschule für Gestaltung in Ulm kam, wurde der Begriff konkrete poesie zur Bezeichnung des Neuen in der Poesie geprägt.

## Transformationen
In den 1960er Jahren nimmt die Konkrete Poesie immer mehr Elemente der visuellen Poesie auf und erprobt die Grenzübergänge zu anderen Künsten. Es werden Elemente des Films, der plastischen Künste etc. aufgenommen und die Richtung einer transmedialen Kunst eingeschlagen. Gegenwärtig gibt es Experimente mit dem Medium und den Darstellungsweisen des Internets.

## Konkretismus in der Gegenwart
Unter dem Einfluss der elektronischen Medien entwickelt sich der Konkretismus weiter und erstreckt sich z.B: nun auch auf interaktive Kunst. Ein Beispiel für diese Entwicklungen ist der Prägnante Konkretismus.